# Arne Falk-Rønne
Arne Falk-Rønne (født 5. december 1920, død 9. juli 1992) var en dansk forfatter, rejseleder, journalist og eventyrer.
Han blev student i 1940 og uddannede sig som journalist i Rønne. Senere begyndte han at rejse for Familie Journalen. Han var medlem af Eventyrernes Klub. Han har udgivet en lang række bøger som er oversat til mere end 13 sprog, mest faglitteratur, men også skønlitterære værker, eventyrbøger, og romaner. 
De tre romaner Se Neapel og spis sovs til, Det var på Capri, og Hyklere og myklere på Mallorca er baseret på hans erfaringer som charterturist-guide i årene 1955-1958. Det er humoristiske/satiriske romaner om danske charterturister, og deres udskejelser under varmere himmelstrøg. Anderledes alvorlig er romanen Før grænsen lukkes, der er baseret på Falk-Rønne's ophold som korrespondent i det belejrede Budapest under opstanden i 1956. 
I 1959 rejste han, bl.a. sammen med Jørgen Bitsch, til Brasilien for at efterforske mordet på danskeren Ole Muller, der forsvandt i Amazonas i 1956. Resultatet af denne ekspedition blev bogen Skæbnens Flod. For Bitsch's vedkommende blev det bogen Jivaro
Af Falk-Rønne's mest markante værker, er rækken af udgivelser om rejser i fodsporene på nogle af Bibelens Apostle, der alle udkom på Lohses forlag. Rækken begyndte i 1963 med bogen Vejen til Betlehem, der blev hans første internationale salgssucess.

### Rejsebeskrivelser
- Det bedste for min rejsevaluta, 1953.
- Eventyrfærden til Greven af Monte Christo's ø, 1953.
- Eventyrfærden til Robinson Crusoe's ø, 1954.
- Se Neapel og spis sovs til, 1955.
- Det var på Capri, 1957.
- Hyklere og myklere på Mallorca, 1958.
- Før grænsen lukkes, 1958.
- Skæbnens Flod, 1959.
- Taflya, 1960.
- Djævelens Diamanter, 1961.
- Hinduvejen, 1962.
- Tilbage til Tristan, 1963
- Vejen til Betlehem, 1963.
- I morges ved Amazonfloden, 1964.
- Paradis om bagbord, 1965.
- Mine venner kannibalerne, 1966.
- Vejen Paulus gik, 1966.
- Sydhavets syv bølger, 1969.
- Døde indianere sladrer ikke, 1970.
- Abrahams vej til Kana'ens Land, 1971.
- Skrumpehovedets hemmelighed, 1971.
- I Stanleys fodspor gennem Afrika, 1972.
- Moses vej gennem ørkenen, 1973.
- Kannibalernes Ny Guinea, 1974.
- Dr. Klapperslange, 1975.
- Sidste flygtning fra Djævleøen, 1976.
- Du er Peter, 1977.
- Jorden rundt i 80 dage – 100 år efter, 1977.
- Machetebrødre, 1977.
- Rejse i Faraonernes rige, 1979.
- Pilar - En pige fra Guatemala, 1979.
- Don Hestedækken, 1980.
- Hvor er du Paradis?, 1982.
- På Bibelens stier, 1982.
- Australien – Indvandrernes land, 1983.
- Rom varer hele livet, 1984
- Canada – Invandrernes land, 1986.
- Spanien i hjertet, 1986.
- Mytteri i Sydhavet, 1987.
- Øerne i solen, 1989.
- Klodens forunderlige mysterier, 1991.
- Bag de blå bjerge (Erindringer bind 1), 1991.
- Livet på lyksalighedens øer (Erindringer bind 2), 1991.

En del af bøgerne er senere genudgivet, men her er udelukkende første udgivelsesår nævnt.

### Rejsehåndbøger
- Med Falk-Rønne til Israel, 1974.
- Med Falk-Rønne til Kanarieøerne, 1974.
- Med Falk-Rønne til Rom, 1975.
- Med Falk-Rønne til Capri og Napoligolfen, 1978.